# Campeonato Pan-Americano de Hóquei em Patins Feminino
O Campeonato Pan-Americano de Hóquei em Patins Feminino é uma competição de Hóquei em Patins disputada pelas seleções nacionais femininas do continente Americano. Esta competição é organizada pela World Skate America – Rink Hockey. De acordo com algumas regras decretadas pela World Skate, os apuramentos, à semelhança de outras modalidades, passam a ser garantidos através de eliminatórias continentais. Qualifica para os Jogos Mundiais de Patinagem.

## Resultados

### Tabela das medalhas
| Ordem | País      | Medalha de ouro | Medalha de prata | Medalha de bronze | Total |
| ----- | --------- | --------------- | ---------------- | ----------------- | ----- |
| 1     | Chile     | 2               | 1                | 0                 | 1     |
| 2     | Argentina | 1               | 0                | 0                 | 1     |
| 3     | Uruguai   | 0               | 2                | 0                 | 0     |